# Harald Magnusson (bankman)
Harald Teodor Magnusson, född 11 november 1899 i Eskilstuna, död 1 november 1978 i Ronneby, var en svensk bankman.
Harald Magnusson var son till pastorn Josef Magnusson. Efter studentexamen i Stockholm 1918 anställdes han vid Riksbanken. Han avlade reservofficersexamen 1921 och var löjtnant vid Bodens artilleriregementes reserv 1928–1945. 1926–1927 vistades Magnusson i Storbritannien för språkstudier, och i samma syfte besökte han 1930 Tyskland. 1937 utnämndes Magnusson till bankråd och chef för Riksbankens statistiska avdelning och var 1937–1943 suppleant för bankofullmäktige. 1941–1943 vistades Magnusson i USA, där han tjänstgjorde dels som finansråd vid svenska beskickningen. dels som representant för Riksbanken, stationerad i New York. I sin första egenskap hade han bland annat att handlägga ärenden som var kopplade till den av USA genomförda spärren av svenska tillgodohavanden. Från 1944 var Magnusson bankdirektör och chef för sektion I i Riksbanken och VD för Valutakontoret. Han utnämndes 1947 till vice riksbankschef. Från 1934 var Magnusson ledamot av clearingnämnden. Som sakkunnig deltog han i clearingförhandlingar med Tyskland, Italien, Lettland och Turkiet samt i betalnings- och handelsförhandlingar med Storbritannien, Ungern och Jugoslavien.